# نهر كاسلرا

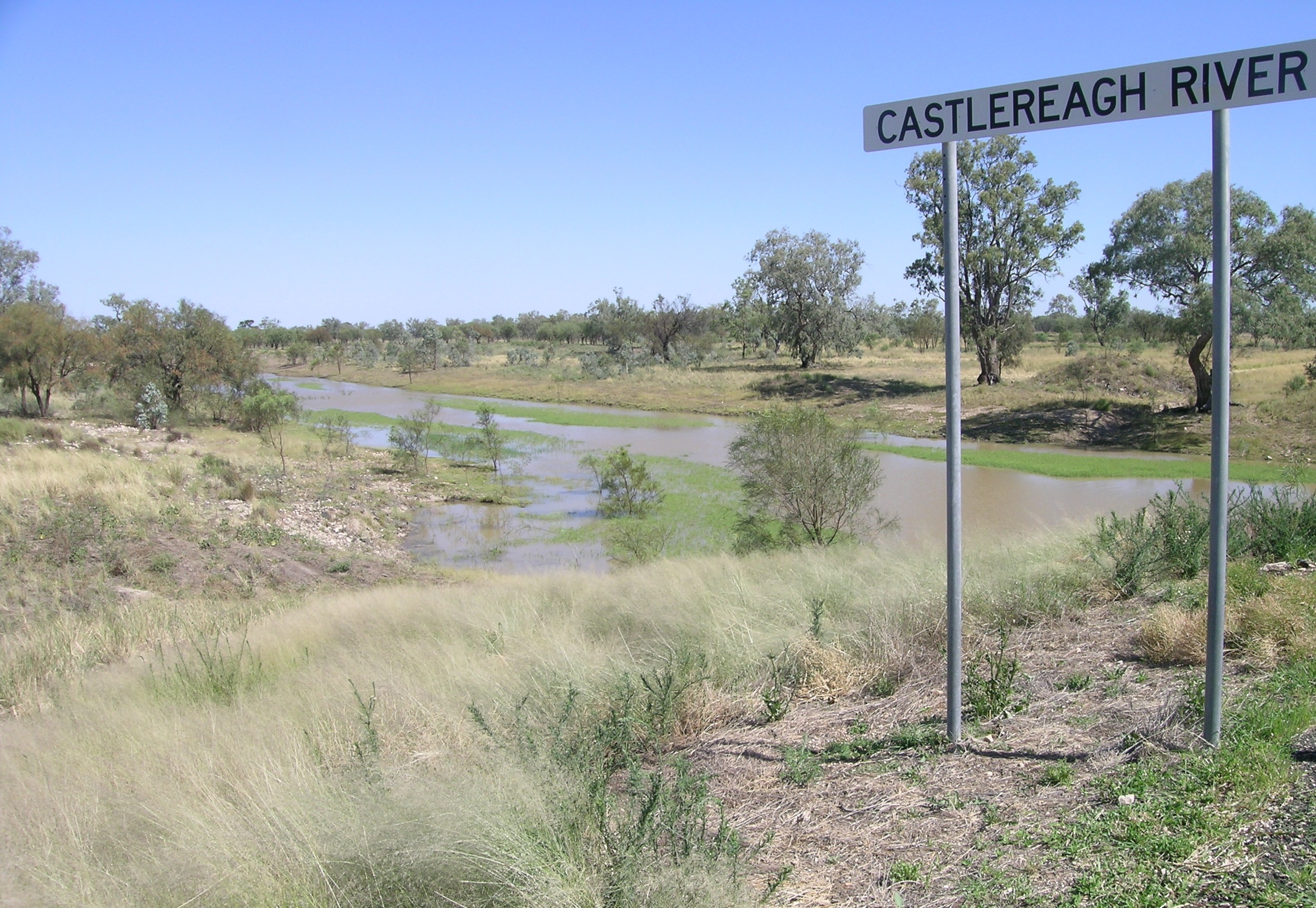
نهر كاسلرا
نهر كاسلرا بالإنجليزية (Castlereagh River): يقع نهر كاسلرا في ولاية نيو ساوث ويلز، أستراليا. النهر ينبع من قلب جبال Warrumbungle ويتدفق في البداية باتجاه الشرق عبر بلدة Coonabarabran. ثم يلي ذلك دورة مسارات إلى الجنوب والغرب، وأخيراً الشمال الغربي، ويمر عبر مدن: Binnaway، Mendooran، وGilgandra Coonamble، قبل ان يصب في نهر ماكواري الذي بدوره يصب في نهر بارون ثم بعد ذلك ينضم إلى نهر Culgoa لتشكيل نهر دارلينج.
وتم استكشاف نهر كاسلرا بواسطة جون أوكسلي في 1818.
في يناير 2010، حدثت الفيضانات الكبرى على طول النهر التي غمرت أكثر من 400 من الأماكن الريفية.
مترجم من Castlereagh River 